# Südlicher Verwaltungsbezirk (Moskau)
Der Südliche Verwaltungsbezirk (russisch Южный административный округ/ Juschny administratiwny okrug) ist einer der zwölf Verwaltungsbezirke der russischen Hauptstadt Moskau.

## Lage
Der Südliche Verwaltungsbezirk befindet sich am südlichen Rande des Stadtgebietes von Moskau. Er grenzt an den Zentralen, den Südwestlichen und den Südöstlichen Verwaltungsbezirk.

## Beschreibung
Der Südliche Verwaltungsbezirk enthält 16 Stadtteile. Im Verwaltungsgebiet des Bezirks leben mehr als eine Million Menschen.

## Stadtteile im Südlichen Verwaltungsbezirk
- Birjuljowo Sapadnoje
- Birjuljowo Wostotschnoje
- Bratejewo
- Danilowski mit Danilowski-Kaufhaus
- Donskoi
- Moskworetschje-Saburowo
- Nagatino-Sadowniki
- Nagatinski Saton
- Nagorny
- Orechowo-Borissowo Juschnoje
- Orechowo-Borissowo Sewernoje
- Sjablikowo
- Tschertanowo Juschnoje
- Tschertanowo Sewernoje
- Tschertanowo Zentralnoje
- Zarizyno

## Ausgewählte Sehenswürdigkeiten
- Danilow-Friedhof
- Danilow-Kloster
- Donskoi-Kloster
- Kolomenskoje-Freilichtmuseum
- Schuchow-Radioturm
- Zarizyno-Schlosspark